# Adult Swim Games
Adult Swim Games (stylisé en [Adult Swim Games]) est la division d'édition de jeux vidéo de la marque Adult Swim de Cartoon Network. Alors qu'Adult Swim publie des jeux depuis 2005, principalement basés sur leurs franchises internes, ils deviennent en 2011 un éditeur officiel de jeux indépendants originaux. 
Cette division est saluée par la critique pour l'originalité et la qualité de ses jeux.

## Histoire

### Débuts (2005-2010)
Adult Swim s'est associé à Midway Games en 2005 pour commencer le développement de jeux vidéo inspirés de Aqua Teen Hunger Force, Space Ghost Coast to Coast, The Brak Show et Sealab 2021. Le jeu inspiré d'Aqua Teen Hunger Force, Aqua Teen Hunger Force Zombie Ninja Pro-Am, est sorti le 5 novembre 2007 sur PlayStation 2. Un jeu vidéo basé sur Harvey Birdman: Attorney at Law est publié par Capcom pour PlayStation 2, PlayStation Portable et Wii le 8 janvier 2008.
Divers jeux tiers basés sur Flash, tels que Robot Unicorn Attack et la série Five Minutes to Kill (Yourself), sont autrefois disponibles pour jouer gratuitement sur le site Web Adult Swim. Ils sont toutefois supprimés du site en 2020, en raison de l'arrêt de Flash Player. Adult Swim publie également un certain nombre de jeux pour iPhone, iPad et Android, notamment Robot Unicorn Attack 1 & 2, Amateur Surgeon, Five Minutes to Kill (Yourself): Wedding Day et Pocket Mortys.
En décembre 2012, Valve annonce des costumes pour le jeu de tir à la première personne en ligne Team Fortress 2 inspirés des personnages de Adult Swim. Le jeu vidéo Saints Row: The Third propose une "station de radio" dans le jeu, qui mélange une collection de chansons qui ont été présentées dans les émissions Adult Swim et qui est animée par Jon de l'émission Adult Swim Delocated. Le jeu vidéo Poker Night 2 présente Brock Samson de The Venture Bros. en tant que personnage principal.

### Adult Swim Games (2011-présent)
En 2011, Adult Swim embauche Steve Gee pour diriger sa division de jeux, dans le but de trouver un contenu original qui corresponde à la marque Adult Swim. Cet effort est inspiré par le succès financier des premiers jeux mobiles tels que Robot Unicorn Attack et Amateur Surgeon. L'éditeur commence à rechercher de nouveaux jeux indépendants avec lesquels s'associer et publier, dans le but de fournir une plate-forme pour les jeux indépendants.
Le 15 février 2013, Adult Swim publie Super House of Dead Ninjas sur Steam sous leur label d'édition Adult Swim Games. Ils continuent à publier certains jeux indépendants sur Steam, notamment Super Puzzle Platformer Deluxe, Völgarr the Viking, Kingsway, Rain World, Jazzpunk et Duck Game.
Le 22 mai 2018, Adult Swim acquiert son premier développement de jeux vidéo, Big Pixel Studios, le studio de développement derrière Pocket Mortys. Le studio ferme plus tard fin 2020 à la suite de la décision de WarnerMedia de restructurer la division.
En 2020, le studio annonce sortir Samurai Jack: Battle Through Time, censé servir de conclusion à la série Samouraï Jack.